# Sable Island
Sable Island (fr. Île de Sable) – wyspa o zmiennej powierzchni, w południowej części kanadyjskiego szelfu kontynentalnego na Oceanie Atlantyckim.

## Geologia i geografia
Wyspa składająca się z pasm piaszczystych wydm, zbudowana jest z utworów jurajskich i trzeciorzędowych, pokrytych osadami czwartorzędowymi (także pochodzenia lodowcowego), współcześnie jest dzielona na cztery jednostki fizjograficzne obejmujące odpowiednio część wschodnią, zachodnią, centralną i plaże (w tym wyschłe w 2012 Wallace Lake) w południowym fragmencie wyspy i cechuje się zmienną powierzchnią, w najszerszym miejscu (zgodnie z badaniami z połowy drugiej dekady XXI w.), osiągając odległość 1,4 km między oboma brzegami.

## Położenie
Wyspa ma kształt półksiężyca i leży w kanadyjskiej prowincji Nowa Szkocja (hrabstwo Halifax), w obszarze atlantyckiego szelfu kontynentalnego, o 300 km w kierunku południowo-wschodnim oddalona od Halifaksu (a o 156 km od najbliższego fragmentu półwyspu Nowa Szkocja), będąc jedynym fragmentem ławicy Sable Island Bank położonym powyżej poziomu morza.

## Nazewnictwo i historia
Wyspa, której współczesne miano (od niego nazwana też cała ławica) pochodzi od francuskiego określenia piasku – sable (w tym języku miano to: Île de Sable), została prawdopodobnie dostrzeżona (najpewniej w 1520) przez portugalskiego odkrywcę João Alvaresa Fagundesa i jest utożsamiana z tą, nazwaną przez niego mianem Santa Cruz, na portugalskich mapach z XVI w. figurującą pod nazwą Fagunda. Wyspa określana była aż po XX w. „cmentarzyskiem Atlantyku” ze względu na niezliczone wraki statków osiadłych na okolicznych mieliznach, począwszy od 1583 (pierwsze udokumentowane zdarzenie; statek angielski należący do Humphreya Gilberta), dlatego w myśl zarządzenia gubernatora Nowej Szkocji Johna Wentwortha z 1800 ustanowiono na niej stację ratunkową (jej działanie wspierał długoletni skarbnik kolonii Michael Wallace), którą od 1873 wspomagały latarnie morskie. Pomiarów jej wybrzeża dokonał w XIX w. Henry Wolsey Bayfield.

## Ludność
U schyłku XX w. wobec automatyzacji obsługi latarni morskich (jeszcze w latach 60. XX w.) jedyną stałą ludnością wyspy pozostawały osoby zatrudnione przez władze federalnej służby meteorologicznej i nawigacyjnej, okresowo w lecie powiększaną przez przybywających tu w celach badawczych naukowców.

## Gospodarka
W pobliżu wyspy znajdują się ujęcia gazu ziemnego, transportowanego gazociągiem do Country Harbour.